# Spreebrücke Briescht
Die Spreebrücke Briescht ist eine Straßen-, Rad- und Fußgängerbrücke über der Spree in Briescht, einem Ortsteil der brandenburgischen Gemeinde Tauche im Landkreis Oder-Spree.
Die 72 Meter lange Zugbrücke wurde 1992 nach historischem Vorbild aus Holz erbaut. Die Klappbrücke besteht aus acht Brückenfeldern, die auf Pfahljochen ruhen. Rund zweihundert Meter östlich überspannt die Eisenbahnbrücke Briescht die Spree. Die 1945 gesprengte und 1951 wiederaufgebaute Bahnbrücke führt die Trasse der in diesem Abschnitt stillgelegten Niederlausitzer Eisenbahn über den Fluss.

## Geografie und Naturraum

### Geologie und Naturschutz
Die Pfahljochbrücke überspannt südlich des Brieschter Dorfkerns die Spree, die in diesem Flussabschnitt in der glazialen Brieschter Talung unter dem Namen Krumme Spree von West nach Ost fließt und die Beeskower Platte von der südöstlich anschließenden Lieberoser Platte trennt. Der südliche Brückenteil quert einen kurzen Altarm, der direkt vor der Brücke von der Spree abzweigt. Die Holzbrücke fügt sich passend in das Landschaftsbild der geschützten Flussaue ein.
Das Flusstal gehört zum Landschaftsschutzgebiet Krumme Spree und ist als FFH-Gebiet Spree Teil des kohärenten europäischen ökologischen Netzes besonderer Schutzgebiete Natura 2000. Der Steckbrief des Bundesamtes für Naturschutz (BfN) charakterisiert das 2324 Hektar umfassende FFH-Gebiet unter der Nummer 3651-303 wie folgt: Landesweit bedeutsames Fließgewässer mit herausragender Verbindungs- und Ausbreitungsfunktion für Fischotter, Biber und zahlreiche Fischarten, Aue mit typischen Lebensräumen. Östlich der Eisenbahnbrücke schließt sich das Naturschutz- und FFH-Gebiet Spreebögen bei Briescht an.

### Lage und Überführung
Die Brücke überführt die Ortsstraße „An der Spree“ über den Fluss, die von der Brieschter „Dorfstraße“ (Kreisstraße K 6724) abzweigt. Sie bindet den Brieschter Wohnplatz „Schwarzer Kater“, der südlich der Spree liegt, an den Ort an und endet dort. Zudem sind Brücke und Straße Teil des Spreeradwegs und des Radwanderwegs Märkische Schlösser-Tour. Die Radwege verlaufen nach dem Straßenende weiter nach Rocher, einem Wohnplatz des Taucher Ortsteils Trebatsch. Am Nordufer des Flusses wurde unterhalb der Brücke ein Rastplatz für Wasserwanderer, Radfahrer und Wanderer eingerichtet, auf dessen ausgedehnter Wiese Zelte aufgestellt werden können. Vor der Brücke, oberhalb des Rastplatzes, befindet sich die einzige Gaststätte des Dorfs.

## Konstruktion und Material
Die Brücke wurde 1992 von einer Bietergemeinschaft erbaut. Bauherr war das Landratsamt Beeskow, Abteilung Tiefbau. Die Planung und Statik besorgte – wie bei der ein Jahr zuvor errichteten Spreebrücke Werder – das Ingenieurbüro F. Pott aus Nordhorn.
Die gesamte Konstruktion besteht aus Harthölzern. Verwendet wurden Basralocus aus Südamerika und Bongossiholz aus Kamerun, ein Eisenholz von besonderer Härte und hoher Dichte. Die eingesetzten Stahlteile sind entweder feuerverzinkt, oder bestehen aus V4A-Stahl. Das 71,74 m lange Bauwerk ist in acht Brückenfelder aufgeteilt, die auf Holzpfahljochen ruhen. Die Schifffahrtsöffnung hat eine lichte Breite von 8,50 m und ist als bewegliche Klappe konstruiert. Das Öffnen und Schließen der Klappe erfolgt mit 6,0 t Eisengewichten über Umlenkrollen mittels einer elektrischen Seilwinde. Die Waage mit den Eisengewichten befindet sich in einer Höhe von 9 m über dem Brückenbelag. Die Pylone erreichen eine Höhe von 12 m. Das Gesamtgewicht des Klappenteils (Klappe, Pylone, Waage) beträgt 36,8 t. Die Breite zwischen den Geländern liegt bei 6,50 m, die nutzbare Fahrbahnbreite bei 5,50 m.
Ausgelegt ist die Brücke für die Fahrzeugklasse SLW 30, also für eine Gesamtlast von 300 Kilonewton, Radlast von 50 kN und Achslast von 130 kN. Die gewünschte Lebensdauer der Brücke ist auf 50 bis 70 Jahre veranschlagt und entspricht damit nach Angabe des Bauherren der Lebensdauer einer Stahlbetonbrücke.

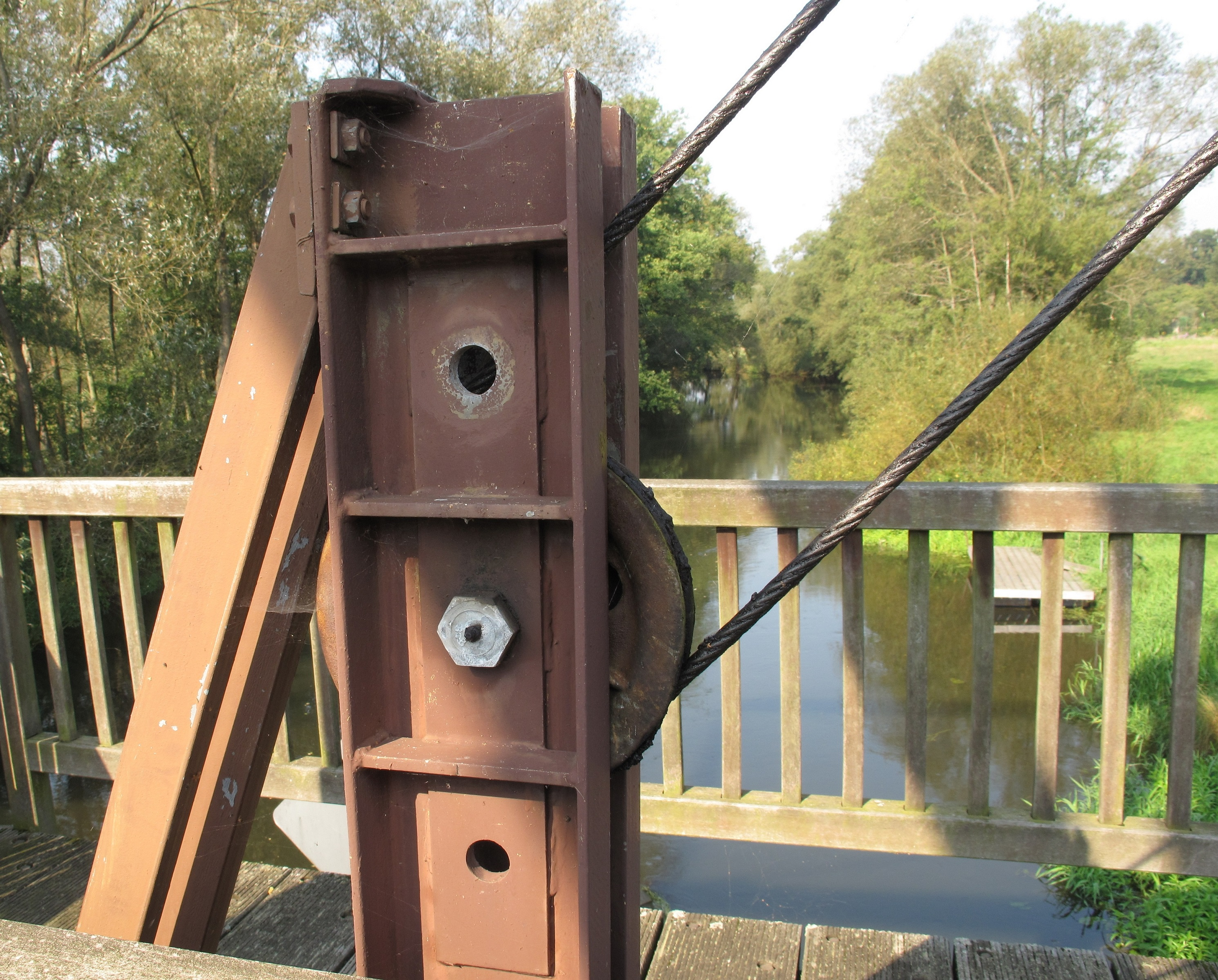
Stahlseil
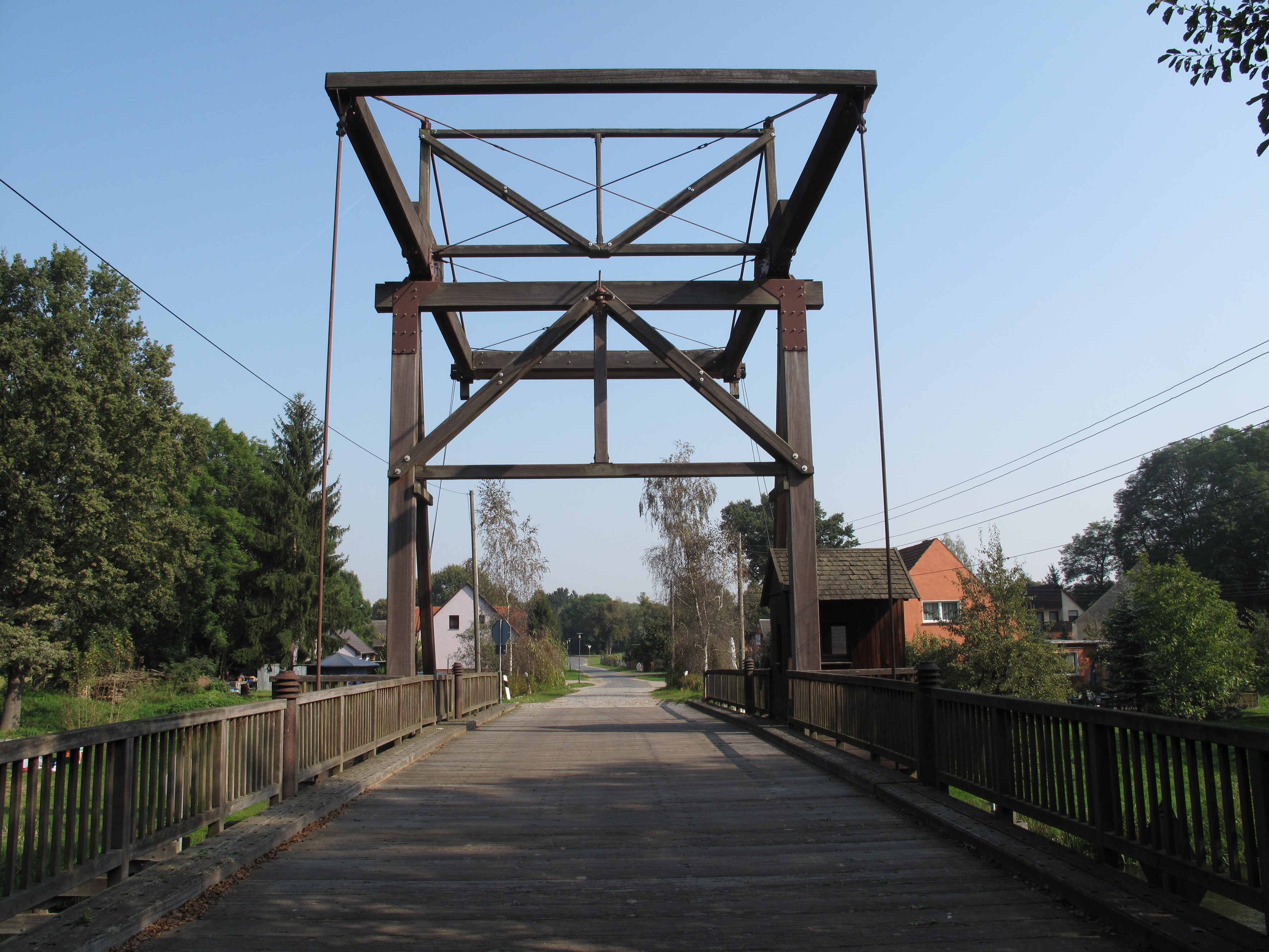
Klappenteil, Blickrichtung nach Norden zum Dorfkern Briescht
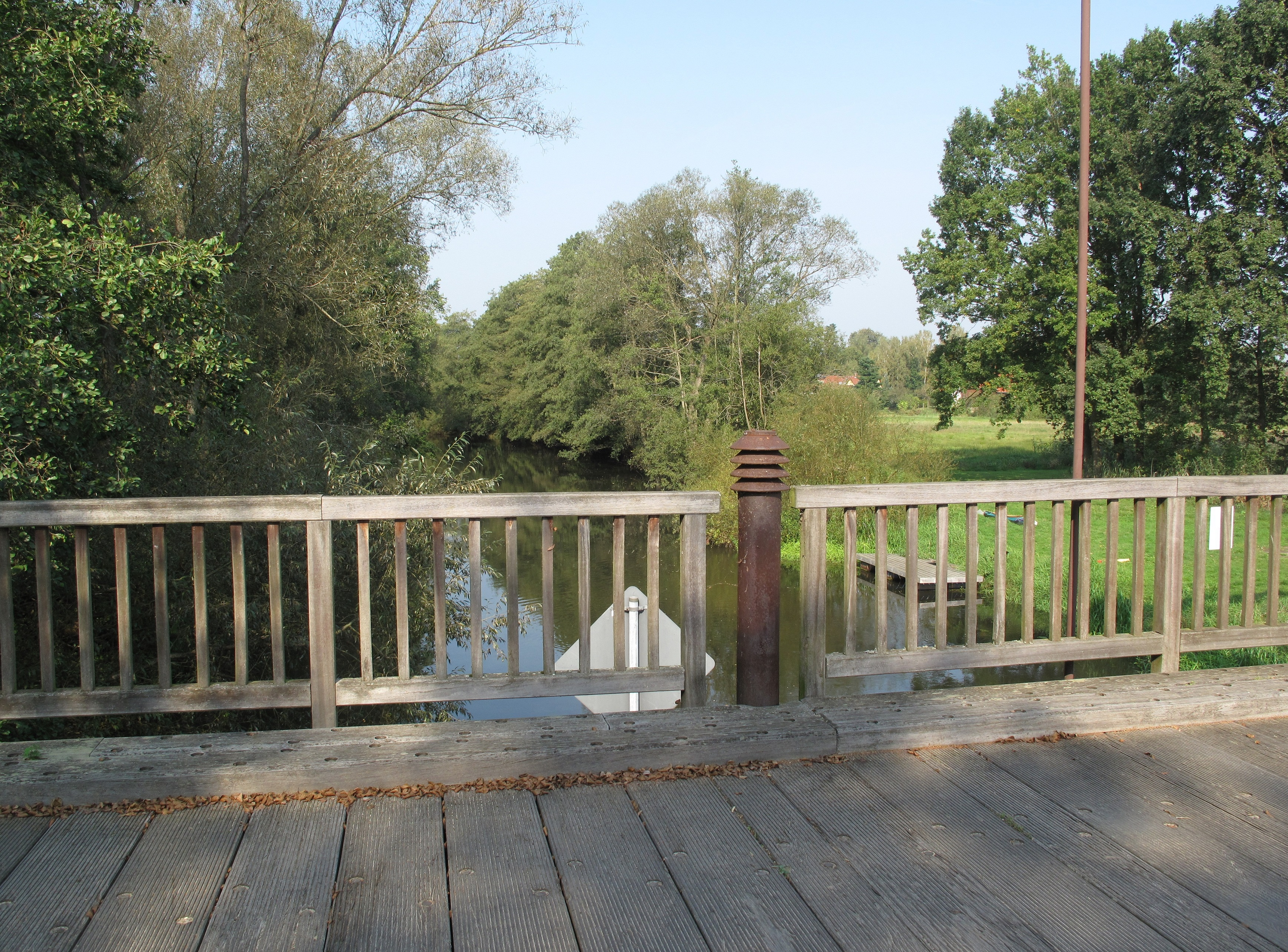
Spree mit Anlege- und Rastplatz für Wasserwanderer
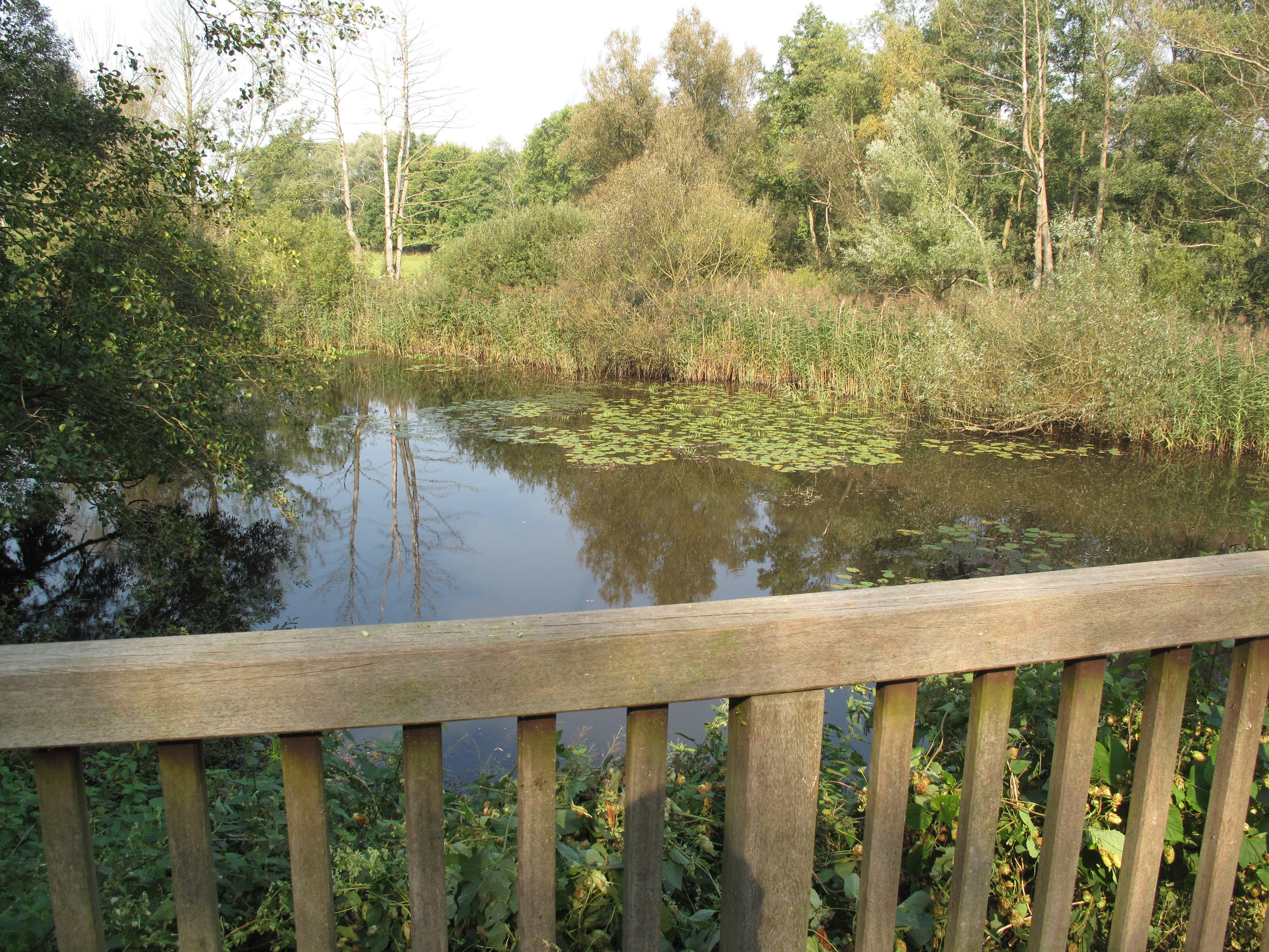
Südlicher Brückenteil über einem Altarm des Flusses
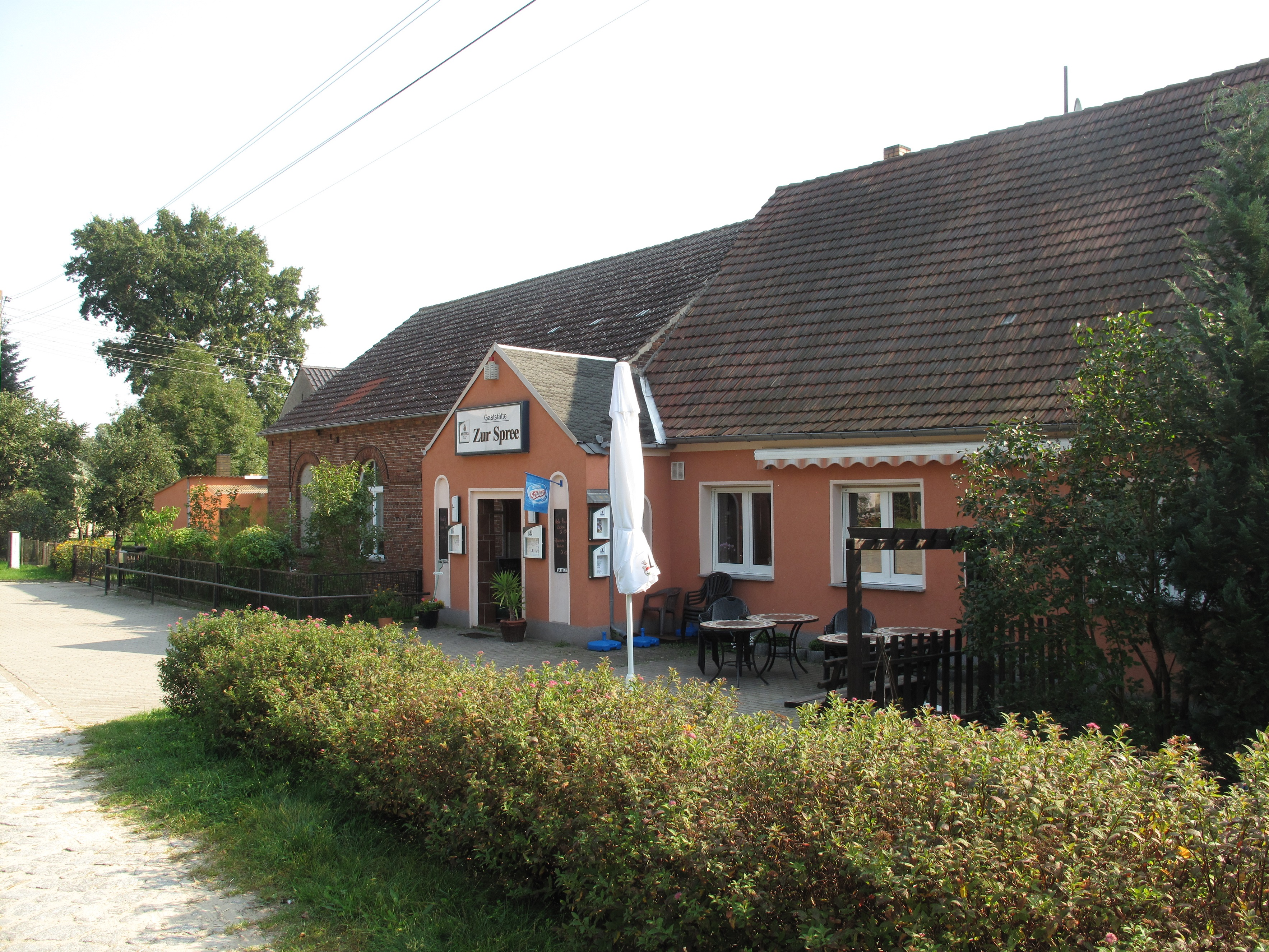
Gaststätte am nördlichen Brückeneingang